# Krvavi most
Krvavi most (Blodiga bron) är en gågata i Zagreb i Kroatien. Den drygt 41 meter långa gatan ligger i stadsdelen Gornji grad-Medveščak i stadens historiska stadskärna och sammanbinder gatorna Radićeva och Tkalčićeva.

## Historik
Gatan är uppkallad efter den bro som tidigare gick över ån Medveščak som separerade de två bosättningarna Gradec och Kaptol. Ån och bron blev under medeltiden ofta en skådeplats för våldsamma sammanstötningar mellan de båda bosättningarna och därav kom bron att kallas Krvavi most (Blodiga bron). Ån täcktes över år 1898 och den gata som skapades kom även fortsättningsvis att kallas Krvavi most som ett påtagligt minne om platsens historia.